# Gymnocalycium anisitsii
Gymnocalycium anisitsii ist eine Pflanzenart in der Gattung Gymnocalycium aus der Familie der Kakteengewächse (Cactaceae). Das Artepitheton anisitsii ehrt den ungarischen Apotheker Dániel J. Anisits (1856–1911), der Karl Moritz Schumann mit Kakteen versorgte.

## Beschreibung
Gymnocalycium anisitsii wächst einzeln oder gruppenbildend mit hellgrünen, oft rötlich oder violett überhauchten, kugelförmigen bis kurz säulenförmigen Trieben und erreicht bei Durchmessern von bis zu 8 Zentimeter Wuchshöhen von bis zu 10 Zentimeter und mehr. Die acht bis elf Rippen sind spitz gehöckert. Manchmal ist ein Mitteldorn vorhanden, meist fehlt er jedoch. Die fünf bis sieben gelblichen bis bräunlichen Randdornen sind schlank, verdreht und 1 bis 6 Zentimeter lang.
Die trichterförmigen, weißen bis rosafarbenen Blüten sind bis zu 4 Zentimeter lang. Die roten Früchte sind lang zylindrisch, bis zu 2,5 Zentimeter lang und weisen einen Durchmesser von 1 Zentimeter auf.

## Verbreitung, Systematik und Gefährdung
Gymnocalycium anisitsii ist im Süden Brasiliens sowie in Paraguay und Bolivien verbreitet.
Die Erstbeschreibung als Echinocactus anisitsii erfolgte 1900 durch Karl Moritz Schumann. Nathaniel Lord Britton und Joseph Nelson Rose stellten die Art 1922 in die Gattung Gymnocalycium.
In der Roten Liste gefährdeter Arten der IUCN wird die Art als „Least Concern (LC)“, d. h. als nicht gefährdet geführt.

## Nachweise